# دومينيك غودمان
دومينيك غودمان (بالإنجليزية: Dominick Goodman)‏ هو لاعب كرة قدم أمريكية أمريكي، ولد في 1 فبراير 1987 في غروسبيك في الولايات المتحدة.